# Amos Deacon
Amos R. Little Deacon (Philadelphia, SAD, 28. svibnja 1904. – Santa Barbara, 9. listopada 1982.) je bivši američki hokejaš na travi. 
Osvojio je brončano odličje na hokejaškom turniru na Olimpijskim igrama 1932. u Los Angelesu. Odigrao je dva susreta na mjestu napadača.
Na hokejaškom turniru na Olimpijskim igrama 1936. u Berlinu je odigrao dva susreta na mjestu napadača. SAD su izgubile sva tri susreta u skupini i nisu prošle u drugi krug. Te je godine igrao za Germantown Cricket Club.

## Vanjske poveznice
- Profil na Sports-Reference.com  Arhivirana inačica izvorne stranice od 19. svibnja 2011. (Wayback Machine)